# Opiętek dziurawcowiec
Opiętek dziurawcowiec (Agrilus hyperici) – gatunek chrząszcza z rodziny bogatkowatych i podrodziny Agrilinae.

## Taksonomia
Gatunek ten opisany został po raz pierwszy w 1799 roku przez Christiana Creutzera pod nazwą Buprestis hyperici.

## Morfologia
Chrząszcz o mocno wydłużonym ciele długości od 3,5 do 6 mm, z wierzchu ubarwionym miedziście, niekiedy z purpurowym lub fioletowym odcieniem. Głowa zaopatrzona jest w duże oczy niemal stykające się z przednią krawędzią przedplecza. Czoło jest silnie wypukłe i wyposażone w płytką bruzdę. Przedplecze jest silnie wysklepione, stromo opadające ku bocznym brzegom. Ma podwójną krawędź boczną i pozbawione jest na powierzchni wyraźnych żeberek przy tylnych kątach. Pokrywy są równomiernie porośnięte jasnym, bardzo krótkim, trudno dostrzegalnym owłosieniem. Przedpiersie ma niewykrojony płat przedni oraz równoległe boki wyrostka międzybiodrowego. Odwłok pozbawiony jest plamek z jasnego owłosienia i ma rowek wzdłuż krawędzi ostatniego widocznego sternitu niezmodyfikowany, zaokrąglony.

## Ekologia i występowanie
Owad ten zasiedla nasłonecznione polany i pobrzeża lasów, łąki, ugory, murawy, ogrody i przydroża. Larwy są monofagicznymi endoryzofagami. Przechodzą rozwój w głównych i bocznych korzeniach dziurawca zwyczajnego i skrzydełkowatego. Przepoczwarczają się w szyi korzeniowej rośliny żywicielskiej. Osobniki dorosłe obserwuje się od czerwca do sierpnia, czasem już w końcu maja.
Gatunek pierwotnie palearktyczny, znany z Portugalii, Hiszpanii, Wielkiej Brytanii, Francji, Niemiec, Szwajcarii, Liechtensteinu, Austrii, Włoch, Danii, Szwecji, Polski, Czech, Słowacji, Węgier, Białorusi, Ukrainy, Mołdawii, Rumunii, Bułgarii, Słowenii, Chorwacji, Bośni i Hercegowiny, Serbii, Czarnogóry, Albanii, Macedonii Północnej, Grecji,  europejskiej części Rosji, europejskiej i anatolijskiej części Turcji, Zakaukazia oraz Afryki Północnej. Ponadto zawleczony został do nearktycznej Ameryki Północnej (Stany Zjednoczone) i Australii. Na „Czerwonej liście gatunków zagrożonych Republiki Czeskiej” umieszczony jest jako gatunek bliski zagrożenia wymarciem (NT).